# Gastouder
Een gastouder of onthaalouder (algemeen Belgisch-Nederlands) is een persoon die kinderen opvangt in de eigen woning. Een gastouder werkt in eigen huis of bij de vraagouder thuis.

## Nederland
In Nederland is minimaal een opleiding op mbo-2 niveau plus een kinder-EHBO certificaat dat eenmaal per twee jaar vernieuwd wordt vereist. Gastouders zijn verplicht aangesloten te zijn bij een gastouderbureau (zie kopje verderop).
Een gastouder zorgt voor een veilige, hygiënische en vertrouwde opvang. Om dit te waarborgen wordt door het gastouderbureau minimaal eenmaal per jaar een risico-inventarisatie en -evaluatie (RI&E) onderzoek gedaan bij de gastouder. De gastouder kan ook zelf kinderen hebben, en dan kunnen de gastkinderen gewoon meedraaien in het gezin. Deze kinderen kunnen eten (en jonge kinderen kunnen hun middagslaapjes doen bij de gastouder) bij de gastouder, en wanneer de kinderen naar school gaan kunnen ze, als de gastouder ook naschoolse opvang aanbiedt, door de gastouder naar school worden gebracht en worden opgehaald. Gastouders zorgen voor een klimaat waarin de gastkinderen spelenderwijs dingen kunnen leren die nodig zijn bij het opgroeien.
Gastouders krijgen in Nederland eveneens controlebezoeken van de Gemeentelijke gezondheidsdienst (GGD). Een gastouder mag zes kinderen opvangen als de gastouder ook schoolkinderen opvangt. Bij 0-4 opvang, mogen er maximaal vijf kinderen worden opgevangen. Wel tellen eigen kinderen tot tien jaar mee in dat aantal. De gastouder mag maximaal twee baby's per dagdeel opvangen. Gastouders zorgen zelf voor hun scholing om een goede opvang te kunnen blijven bieden.

## België
In Vlaanderen heeft men twee soorten onthaalouders (gastouders): zelfstandige onthaalouder en onthaalouder aangesloten bij een dienst. De belangrĳkste verschillen zĳn:
- Een zelfstandige onthaalouder werkt onder een 'zelfstandigenstatuut'.
Zij/hij hangt rechtstreeks af van Kind en Gezin. Voor een erkenning als onthaalouder moet zij/hij zich rechtstreeks richten tot deze instelling.
Zij/hij wordt ook rechtstreeks door Kind en Gezin gecontroleerd.
Het tarief voor de opvang van de kinderen bepaalt deze onthaalouder zelf.
Er worden regelmatig bijscholingsavonden ingericht.
- Een onthaalouder aangesloten bij een dienst werkt niet onder een 'zelfstandigenstatuut'. Nadat zij/hij als onthaalouder werd aanvaard door de dienst, staat zij/hij onder toezicht van een dienstverantwoordelijke.
Voor 'onthaalouders aangesloten bij een dienst' werd op 1 april 2003 het sociaal statuut ingevoerd.
Deze onthaalouders ontvangen geen loon; zij ontvangen een onkostenvergoeding voor hun prestaties.De ouders betalen een bijdrage in functie van het belastbaar inkomen van het gezin.
Er worden ook voor deze onthaalouders regelmatig bijscholingsavonden ingericht.

## Gastouderbureau

### Nederland
Een gastouderbureau is een in Nederland voorkomend, vaak commercieel opgezette organisatie, dat zich richt op het onderling in contact brengen van gastouders en vraagouders. Het verleent de ouders assistentie en houdt zich verder bezig met taken als registratie en controle. Een gastouderbureau moet voldoen aan de gestelde eisen, zoals vermeld onder de Wet kinderopvang. Als gastouders niet voldoen aan de eisen van de overheid, zal de registratie in het LRK ingetrokken worden en hebben ouders niet langer recht op kinderopvangtoeslag.
Het gastouderbureau verzorgt in Nederland een aantal diensten voor de aangesloten gastouders. De taken van een gastouderbureau zijn als volgt:
- Bemiddelen tussen vraagouders en gastouders;
- Betalingen incasseren van ouders en overmaken naar gastouders;
- Kwaliteitscontroles van de opvanglocaties;
- Kennis up-to-date houden van gastouders (cursussen aanbieden);
- Controleren dat het maximale aantal kinderen niet overschreden wordt.